# Видеография Blackpink
Ниже представлена видеография южнокорейской гёрл-группы BLACKPINK, включающая в себя 12 музыкальных видеоклипов.

## Музыкальные видеоклипы
| Музыкальный видеоклип               | Год  | Режиссёр(-ы) | Длительность | Прим.  |
| ----------------------------------- | ---- | ------------ | ------------ | ------ |
| «Boombayah» (붐바야)                | 2016 | Со Хён Сын   | 4:04         | [ 1 ]  |
| «Whistle» (휘파람)                  | 2016 | Чо Бом Джин  | 3:51         | [ 2 ]  |
| «Playing with Fire» (불장난)        | 2016 | Со Хён Сын   | 3:29         | [ 1 ]  |
| «Stay»                              | 2016 | Хан Са Мин   | 4:01         | [ 3 ]  |
| «As If It’s Your Last» (마지막처럼) | 2017 | Со Хён Сын   | 3:37         | [ 4 ]  |
| «Ddu-Du Ddu-Du» (뚜두뚜두)          | 2018 | Со Хён Сын   | 3:36         | [ 5 ]  |
| «Kill This Love»                    | 2019 | Со Хён Сын   | 3:14         | [ 6 ]  |
| «How You Like That»                 | 2020 | Со Хён Сын   | 3:04         | [ 7 ]  |
| «Ice Cream»                         | 2020 | Со Хён Сын   | 3:03         | [ 8 ]  |
| «Lovesick Girls»                    | 2020 | Со Хён Сын   | 3:22         | [ 9 ]  |
| «Ready for Love»                    | 2022 | Неизвестно   | 3:06         | [ 10 ] |
| «Pink Venom»                        | 2022 | TBA          | 3:14         | [ 11 ] |

## Видеоклипы для танцевальной практики
| Видеоклип                                                  | Год  | Длительность |
| ---------------------------------------------------------- | ---- | ------------ |
| «'Boombayah' (붐바야) Dance Practice Video»                | 2016 | 4:09         |
| «'Whistle' (휘파람) Dance Practice Video»                  | 2016 | 3:41         |
| «'Playing with Fire' (불장난) Dance Practice Video»        | 2016 | 3:24         |
| «'As If It’s Your Last' (마지막처럼) Dance Practice Video» | 2017 | 3:38         |
| «'Ddu-Du Ddu-Du' (뚜두뚜두) Dance Practice Video»          | 2018 | 3:34         |
| «'Forever Young' Dance Practice Video»                     | 2018 | 4:00         |
| «'Kill This Love' Dance Practice Video»                    | 2019 | 3:18         |
| «'Don’t Know What to Do' Dance Practice Video»             | 2019 | 3:29         |
| «'How You Like That' Dance Performance Video»              | 2020 | 3:01         |
| «'Lovesick Girls' Dance Practice Video»                    | 2020 | 3:18         |
| «'Pink Venom' Dance Practice Video»                        | 2022 | 3:16         |

## DVD и Blu-ray (BD)
| Название                                                        | Детали альбома                                                                                   | Высшие позиции | Высшие позиции | Продажи       |
| Название                                                        | Детали альбома                                                                                   | JPN            | JPN            | Продажи       |
| Название                                                        | Детали альбома                                                                                   | DVD            | BD             | Продажи       |
| --------------------------------------------------------------- | ------------------------------------------------------------------------------------------------ | -------------- | -------------- | ------------- |
| Blackpink Arena Tour 2018 "Special Final In Kyocera Dome Osaka" | - Релиз: 22 марта 2019 - Лейбл: YGEX - Форматы: DVD, Blu-ray, цифровое скачивание музыки         | 9              | 17             | - JPN: 6,549  |
| Blackpink 2018 Tour 'In Your Area' Seoul                        | - Релиз: 30 августа 2019 - Лейбл: YG Entertainment - Форматы: DVD, цифровое скачивание музыки    | —              | —              |               |
| Blackpink 2019-2020 World Tour In Your Area - Tokyo Dome        | - Релиз: 6 мая 2020 - Лейбл: Universal Music - Форматы: DVD, Blu-ray, цифровое скачивание музыки | 1              | 1              | - JPN: 15,101 |
| Blackpink 2021 'The Show' Live                                  | - Релиз: 18 июня 2021 - Лейбл: YG Entertainment - Форматы: DVD, цифровое скачивание музыки       | —              | —              |               |

## Другие релизы
| Название                                                                     | Детали                                                                                    | Высшие позиции | Высшие позиции |
| Название                                                                     | Детали                                                                                    | JPN            | JPN            |
| Название                                                                     | Детали                                                                                    | DVD            | Blu-ray        |
| ---------------------------------------------------------------------------- | ----------------------------------------------------------------------------------------- | -------------- | -------------- |
| Blackpink’s 2019 Welcoming Collection                                        | - Релиз: 24 февраля 2019 - Лейбл: YG Entertainment - Формат: DVD                          | —              | —              |
| Blackpink House                                                              | - Релиз: 13 марта 2019 (EP 1-6) - Лейблы: YG Entertainment, YGEX - Форматы: DVD, Blu-ray  | 66             | 52             |
| Blackpink House                                                              | - Релиз: 13 марта 2019 (EP 7-12) - Лейблы: YG Entertainment, YGEX - Форматы: DVD, Blu-ray | 69             | 53             |
| 2019 Blackpink’s Summer Diary [in Hawaii]                                    | - Релиз: 9 сентября 2019 - Лейбл: YG Entertainment - Формат: DVD                          | —              | —              |
| Blackpink’s 2020 Welcoming Collection                                        | - Релиз: 4 марта 2020 - Лейбл: YG - Формат: DVD                                           | —              | —              |
| 2020 Blackpink’s Summer Diary [in Seoul]                                     | - Релиз: 31 августа 2020 - Лейбл: YG Entertainment - Формат: DVD                          | —              | —              |
| «—» обозначает видеоклип, не попавший в чарты страны или невыпущенный в ней. |                                                                                           |                |                |